# Kuttab

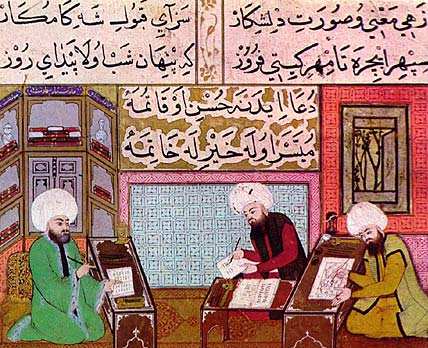
Acadêmicos e estudantes em um Maktab Otomano

Um kuttab (em árabe: كُتَّاب kuttāb, plural: kataatiib, كَتاتِيبُ), é uma palavra árabe que significa "escola primária". Essa instituição também pode ser chamada de maktab (مَكْتَب) ou maktaba (مَكْتَبَة) em árabe — com muitas transliterações. Em persa, é maktabkhaneh (مکتبخانه). Embora o kuttab tenha sido usado principalmente para ensinar crianças a ler, escrever, gramática e estudos islâmicos, como o Qira'at (recitação do Alcorão), outras disciplinas práticas e teóricas também foram ensinadas. Até o século XX, os kuttabs eram os meios predominantes de educação em massa em grande parte do mundo islâmico.

## História
No século XI, o famoso filósofo e professor islâmico persa, Ibn Sina (conhecido como Avicena no Ocidente), em um de seus livros, escreveu um capítulo que tratava do maktab intitulado "O papel do professor no treinamento e educação de crianças", como um guia para professores que trabalham em escolas maktab. Ele escreveu que as crianças aprenderiam melhor se fossem ensinadas em salas de aula em vez de em aulas individuais com professores particulares, e ele deu várias razões pelas quais acreditava ser esse o fato, citando o valor da competição e emulação entre os alunos, bem como a utilidade das discussões em grupo. e debates. Ibn Sina descreveu o curriculum de uma escola maktab com mais detalhes, descrevendo curricula para duas etapas da educação em uma escola maktab.

## Educação primária
Ibn Sina escreveu que as crianças deveriam ser enviadas para uma escola de maktab a partir dos 6 anos de idade e receber o ensino primário até os 14 anos de idade; aprendendo literatura, ética islâmica e habilidades manuais (que podem se referir a uma variedade de habilidades práticas).